# バターン (強襲揚陸艦)
バターン（USS Bataan, LHD-5）は、アメリカ海軍の強襲揚陸艦。ワスプ級強襲揚陸艦の5番艦。ミシシッピ州パスカグーラのインガルス造船所で建造された。

## 艦歴
バターンは、第二次世界大戦におけるフィリピンのバターン半島における戦いに因んで命名された。その名を持つ艦としては2隻目である。艦のスポンサー、元海兵隊司令官カール・E・マンディJr.将軍の夫人、リンダ・スローン・マンディは「アメリカ合衆国の名の下に、そして、バターン半島での勇敢な戦いの下に」艦に命名を行った。バターンの命名式では国防副長官ジョン・P・ホワイトが演説を行った。
バターン半島の戦いおよびその後の「バターン死の行進」から生還した者や、空母「バターン」に関係した100名以上の退役兵が命名式に参加した。
2023年パレスチナ・イスラエル戦争の発生に伴いカーター・ホール、メサ・ヴェルデと共に紅海沖に派遣された。

## ハリケーン・カトリーナ
2005年のハリケーン・カトリーナの上陸に先立ってニューオーリンズ沖に待機して、8月30日より被災者に対する救援作業に参加した。バターンの艦載ヘリコプターは被災規模確認のための最初の飛行を行った。続いて1600名以上の難民を輸送し、被災地区に100,000ポンド（45メートルトン）以上の積荷および8,000ガロン（30,000リットル）の真水を供給した。艦は、84人の医学専門家から成る2つの飛行医療チームの基地として機能し、チームは被災地で救急医療を提供した。